# Groß-Enzersdorf

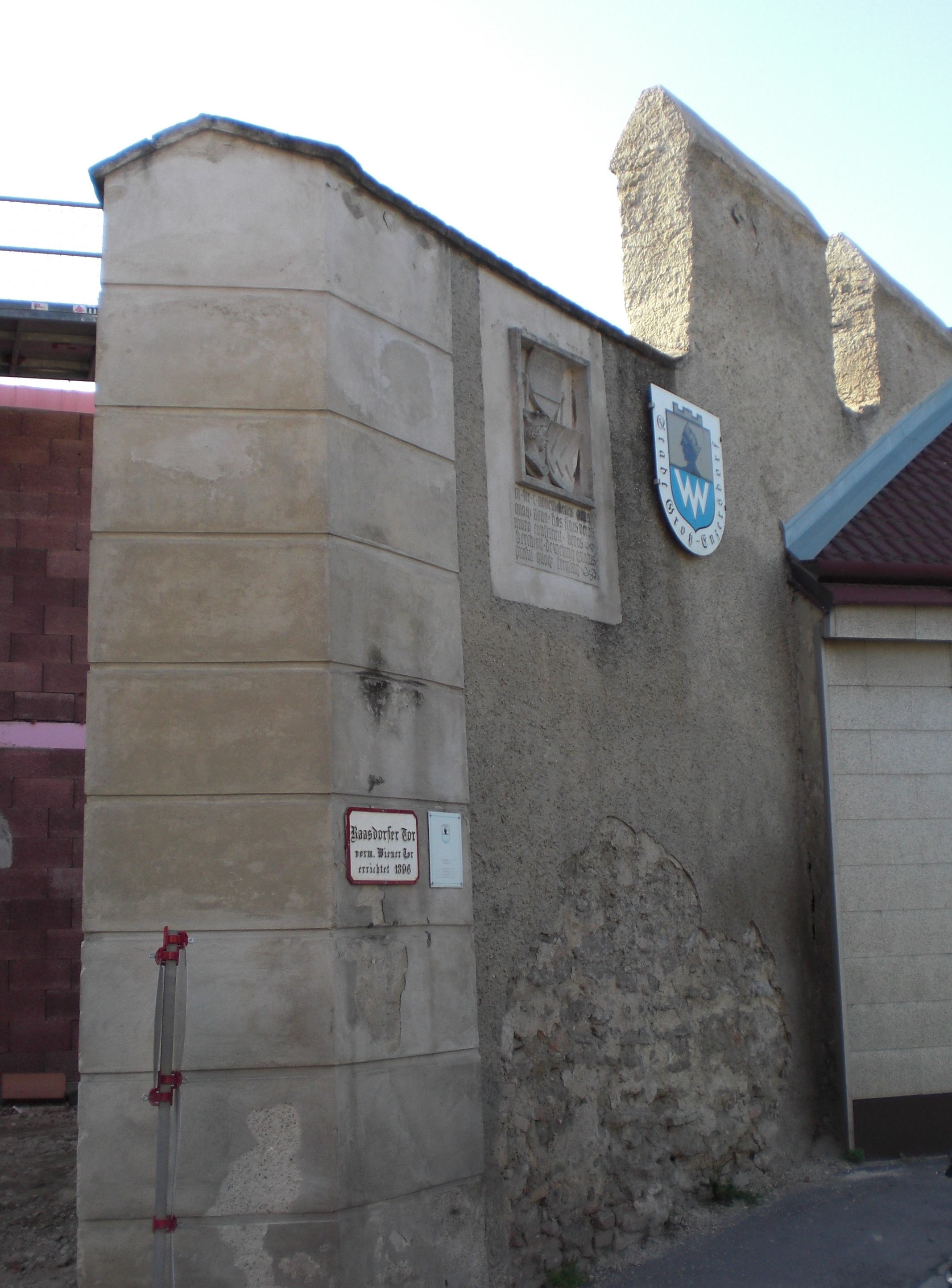
En bit av den gamla stadsmuren.

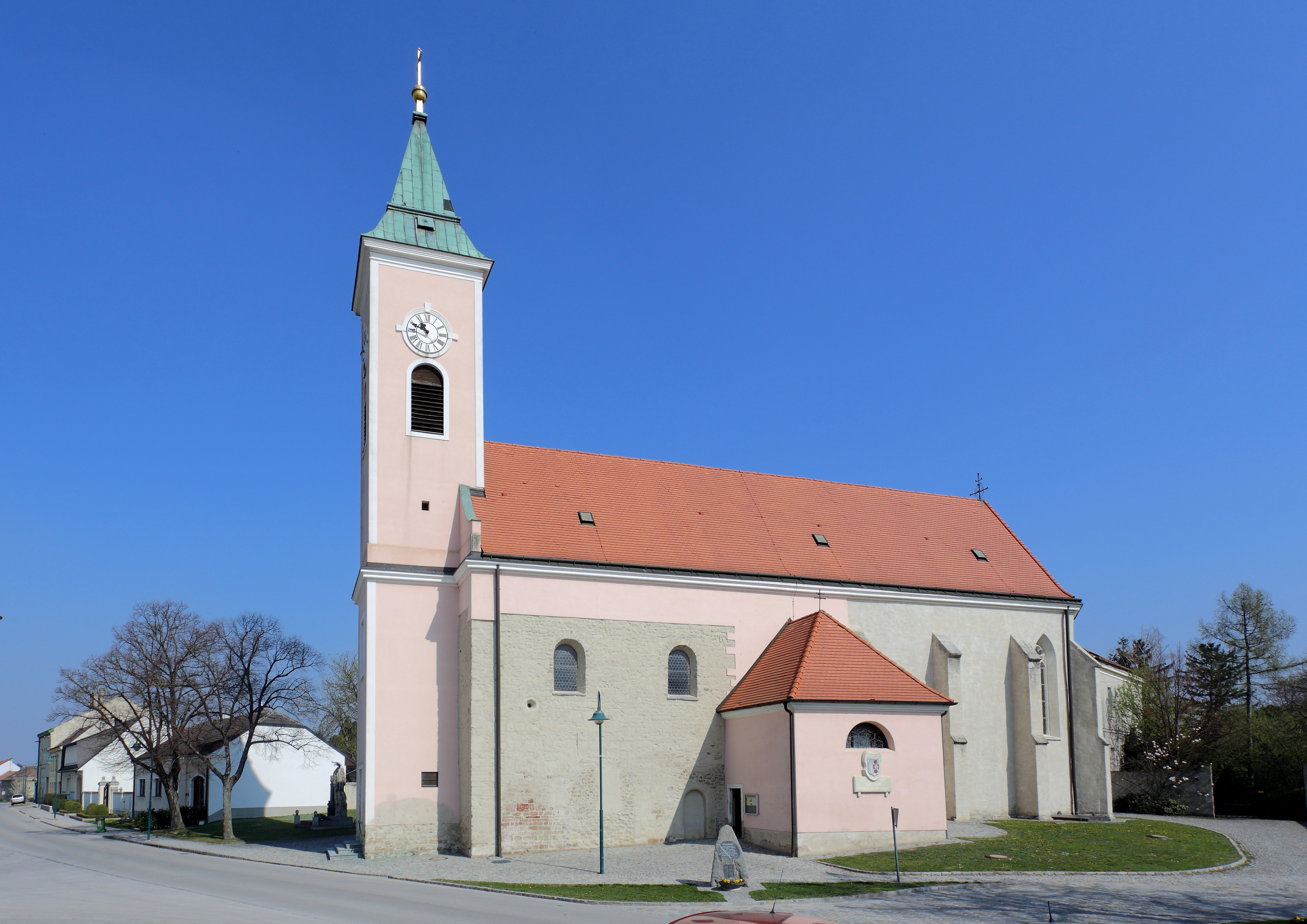
Kyrkan i Probstdorf.

Groß-Enzersdorf (alternativt: Gross-Enzersdorf) är en stadskommun i förbundslandet Niederösterreich i Österrike. Kommunen har 12 082 invånare (2024). Groß-Enzersdorf ligger i distriktet Gänserndorf, 14 kilometer öster om huvudstaden Wien och norr om floden Donau.
Groß-Enzersdorf har de senaste årtiondena alltmer kommit att utvecklats som en förort till Wien, varifrån människor pendlar till den större staden.
Staden har en mycket välbevarad medeltida stadsmur. Till de äldre byggnaderna hör rådhuset, som tidigare var sjukhus. Kyrkan inne i staden heter Mariä-Schutz-Kirche, och har stilelement från flera epoker. I omgivande småsamhällen finns flera medeltida, mer eller mindre ombyggda kyrkor, såsom kyrkan i Probstdorf och i Schönau an der Donau. I staden finns en judisk begravningsplats, skapad 1889. Sista begravningen där ägde rum 1938. I staden finns också Österrikes enda drive-in-bio som ligger på själva gränsen till Wien. 1990 byggdes den om till ett "center" med tre filmdukar.
Mellan 1886 och 1970 fanns järnvägsförbindelse med Wien.

## Historia
Groß-Enzersdorf fick stadsprivilegier 1396. I samband med detta påbörjades bygget av stadsmuren, som stod färdig 1399 och trots att staden invaderats flera gånger fortfarande är nästan intakt. 1483 blev staden plundrad av den ungersk-kroatiske kungen Mattias I Corvinus, och Osmanska riket erövrade staden 1529 vid belägringen av Wien. Efteråt återuppbyggdes många hus av kroater som bosatte sig i staden. Under trettioåriga kriget blev Groß-Enzersdorf bränt och ockuperat av svenskarna. Efter detta drabbades staden av pest. 1679 blev staden åter intagen och delvis förstörd av osmanska trupper, vid en belägring i inledningen till slaget vid Wien.
1730 brann staden. 1803 blev området, som dittills ägts av det kyrkliga stiftet, sekulariserat och övergick i Huset Habsburgs ägo. Under Napoleonkrigen blev staden 1809 åter krigsskådeplats, och led svåra skador under slaget vid Aspern-Essling och slaget vid Wagram. Den sista större stadsbranden inträffade 1829. 1850 blev Groß-Enzersdorf distriktshuvudstad, en funktion som 1893 flyttades till Floridsdorf.
Under 1800-talets sista hälft slog sig judar ner i samhället. Den synagoga som småningom byggdes blev svårt skadad under Kristallnatten i november 1938; i samband med detta deporterades huvuddelen av den judiska befolkningen. Med Anschluss, varvid Österrike blev en del av Nazityskland, följde en administrativ förändring då Groß-Enzersdorf inkorporerades i Stor-Wien som distrikt nummer 22 med delvis annan omfattning än det nuvarande, en administrativ struktur som blev kvar till 1954.

## Orter
Kommunen består av nio orter (Ortschaften) (inom parentes invånarantal 1 januari 2024):

- Franzensdorf (344)
- Groß-Enzersdorf (7 090)
- Matzneusiedl (6)
- Mühlleiten (309)
- Oberhausen (2 376)
- Probstdorf (800)
- Rutzendorf (392)
- Schönau an der Donau (193)
- Wittau (572)